# Crataegus ferganensis
Crataegus ferganensis är en rosväxtart som beskrevs av Antonina Ivanovna Pojarkova. Crataegus ferganensis ingår i Hagtornssläktet som ingår i familjen rosväxter. Inga underarter finns listade i Catalogue of Life.